# جشمة شيرين (شورآب)
جشمة شیرین (بالفارسية: چشمه شیرین) هي قرية تقع في إيران في قسم شورآب الريفي. يقدر عدد سكانها بـ 139 نسمة بحسب إحصاء 2016.